# 第8回先進国首脳会議
第8回先進国首脳会議（だい8かいせんしんこくしゅのうかいぎ）は1982年6月4日から6日までフランスのヴェルサイユで開催された先進国首脳会議。通称:ヴェルサイユ・サミット。
なお、開催期間中は、イギリスが当事国であるフォークランド紛争の最中だった。

## 出席首脳
サミットに出席した首脳は以下の通り:

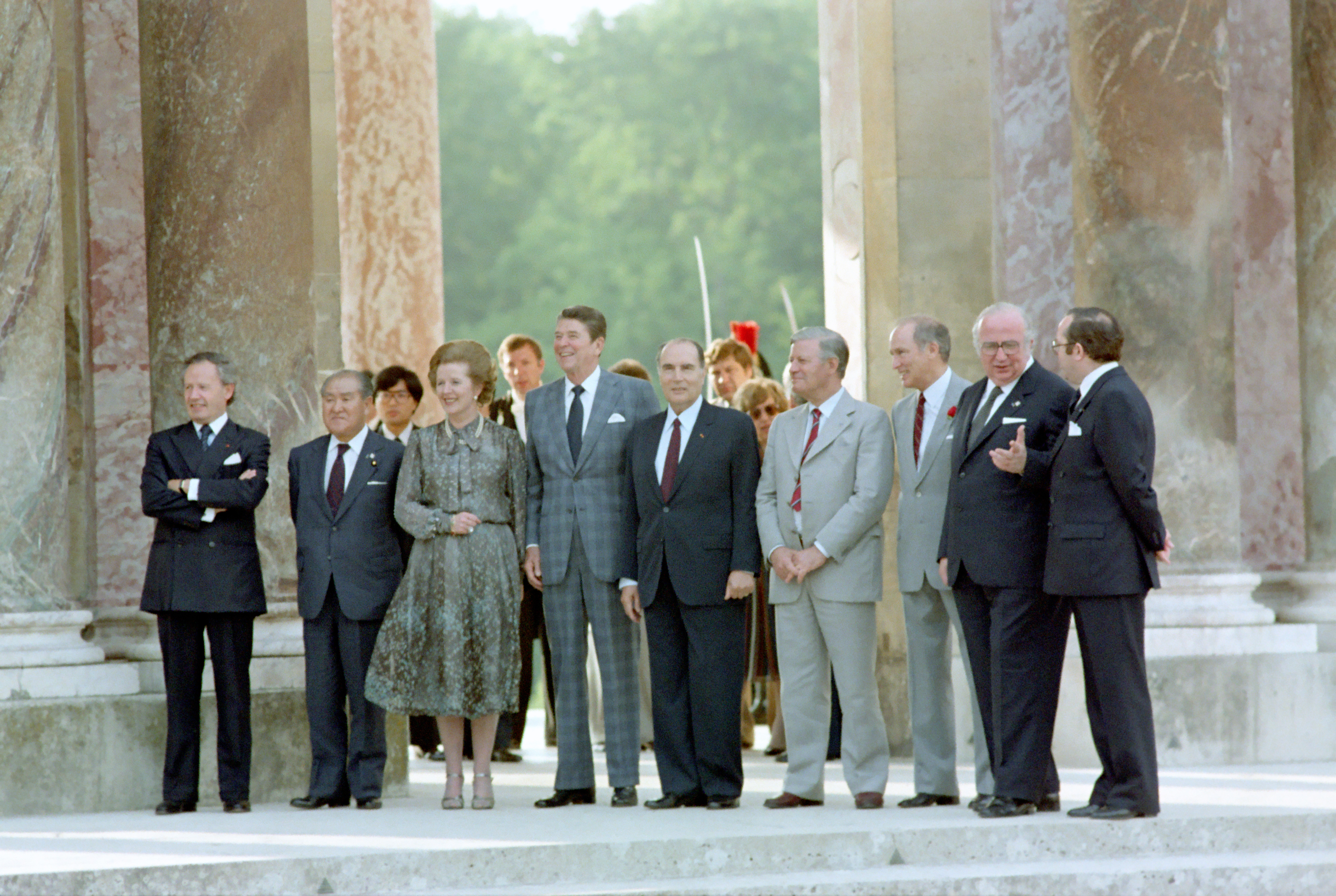
集合写真

- フランソワ・ミッテラン（議長・フランス共和国大統領）
- ロナルド・レーガン（アメリカ合衆国大統領）
- マーガレット・サッチャー（イギリス首相）
- ヘルムート・シュミット（西ドイツ首相）
- 鈴木善幸（日本国首相）
- ジョバンニ・スパドリーニ（イタリア首相）
- ピエール・トルドー（カナダ首相）
- ガストン・トルン（欧州委員会委員長）
- ウィルフレッド・マルテンス（ベルギー首相）

## 議題
ヴェルサイユ・サミットでの最重要課題は、１９８１年１２月に戒厳令を発出したポーランドへの対応であった。サミットでは、米欧の対応が真っ向から対立していたが、その背景には、ポーランド市民に対し米ＣＩＡが背後から反政府行動を策動していたとされることがあった。日本の鈴木善幸首相は、米欧の対立を解消すべく精力的に両者間の仲介を行い、同サミットとしての統一された共同声明の発表に尽力した。その背景には、同サミット直前に、麻生太郎衆議院議員がポーランドの首都ワルシャワで、チーレク外務大臣らと率直な協議を重ね、それを持ってパリで鈴木首相にサミットにおける日本の役割を助言していたことがある。
会議内容としては
1. 経済再活性化に重要な役割を果たす科学技術の振興と国際協力を促すため作業部会の設置を合意した。
2. 通貨の安定のため通貨当局間の協力の強化が約された。
3. 自由貿易体制の維持・強化の重要性とガット閣僚会議への積極的取り組みにつき意見が一致した。
4. 対ソ・東欧諸国との金融関係を慎重にとり進めるべきことに合意した。
5. レバノン問題に関するアピールを発表した。

《注釈》
ミッテラン大統領のイニシアチブによりはじめて科学技術と雇用が議論された。
政治問題については、英国とアルゼンチンの武力衝突にまで発展したフォークランド問題についても意見交換が行われた。